# Arnaud Adala Moto
Arnaud William Adala Moto (Yaundé, Camerún, 24 de junio de 1993) es un jugador de baloncesto camerunés que actualmente pertenece a la plantilla del TAU Castelló de la Liga LEB Oro. Con 1,98 metros de altura juega en la posición de alero.

## Trayectoria deportiva
Adala Moto es un jugador formado en el Wake Forest Demon Deacons durante la temporada 2012-13 y, más tarde, formaría parte de Towson de la NCAA, donde jugó durante 3 temporadas en la liga universitaria americana, formando parte del cinco inicial. En la última temporada completó 33 partidos, con una media de 12,8 puntos por partido, 6,6 rebotes y 1,3 asistencias.
En septiembre de 2017, jugó el Afrobasket 2017 donde firmó una media de 15 puntos, 7 rebotes y 2 asistencias.
Para la temporada 2017-18, el CB Clavijo de LEB Oro firma al jugador por una temporada, siendo su primera experiencia fuera del baloncesto de su país.
En la temporada 2019-20, forma parte del equipo del Sluc Nancy Basket Pro de la liga Pro-B francesa donde promedio 6,1 puntos y 3,5 rebotes con 15 minutos disputados por partido.
En julio de 2020, regresa a España para jugar en las filas del TAU Castelló de la Liga LEB Oro.
En la temporada 2021-22, regresa a Francia para jugar en las filas del CEP Lorient de Campeonato de Francia de Baloncesto Pro B.
El 1 de agosto de 2023, firma por el San Pablo Burgos de la Liga LEB Oro.
El 20 de julio de 2024, firma por el TAU Castelló de la LEB Oro.